# 松浦梨沙
松浦 梨沙（まつうらりさ、6月12日 - ）は、日本のヴァイオリニストである。女性カルテット『1966カルテット』のメンバー（ヴァイオリン担当）で、同ユニットのリーダーを務める。大阪府出身。京都市立芸術大学音楽学部卒業。所属は高嶋音楽事務所。

## 人物
- 5歳よりヴァイオリンを始め主要コンテストに入賞、2004年にリサイタルデビューを果たす[2]。
- 大阪府立夕陽丘高等学校音楽科、京都市立芸術大学音楽学部音楽学科弦楽専攻卒業[2]。
- 2008年、大学卒業後、あるオーケストラのエキストラとして弾いていた時、そのコンサートのゲストであった高嶋ちさ子の目に留まり『12人のヴァイオリニスト』のメンバーとなる[3]。
- 2010年、高嶋弘之が構想していたクラシカルユニット（4人組カルテット）のメンバーを模索中、『12人のヴァイオリニスト』のコンサートにて演奏する姿が同ユニットのイメージに合致したことから、同ユニット（後の『1966カルテット』）のメンバーに抜擢される[3]。
- 2010年11月、『1966カルテット』としてCDデビュー[4]。
- 青砥華、本多令子、梅原ひまり等に師事[5]。
- プロデューサーは高嶋弘之。

## 受賞歴
- 第14回和歌山音楽コンクール 第2位（1位なし）
- 第6回若き獅子たちのジュニア音楽コンクール（神戸ハーバーライオンズクラブ）特別賞
- 第4回「長江杯」国際音楽コンクール 第2位
- 第56回全日本学生音楽コンクール大阪大賞入選
- 第10回神戸国際学生音楽コンクール優秀賞（神戸市民文化振興財団賞を受賞）
- 第6回大阪国際音楽コンクール 第3位

など

## 出演番組
- 徳光和夫の名曲にっぽん（BSテレビ東京)
- FNS歌謡祭（フジテレビ）
- SONGS（NHK総合）